# Anca Heltne
Anca Heltne, född den 1 januari 1978 som Anca Vilceanu, är en rumänsk friidrottare som tävlar i kulstötning.
Heltne har deltagit vid få internationella mästerskap. Vid både inomhus-EM 2007 och VM 2007 blev hon utslagen i kvaltävlingen. Samma sak hände vid Olympiska sommarspelen 2008 då hennes 17,48 inte räckte till en finalplats. 
Vid inomhus-EM 2009 stötte hon 18,71 vilket räckte till en bronsmedalj.

## Personligt rekord
- Kulstötning - 18,19 (19,54 inomhus)